# 燕南春
燕南春是河北永清县出产的一种白酒。当地酿酒历史悠久，最早记载是北宋年间，城南秦氏家族所开的酒坊，民间称之为“秦公老酒”。1968年轻工业部于当地筹建永清酿酒厂，次年酒厂建成后将傳統技艺与茅台酒酿制技术结合，研发出了燕南春。燕南春乃以红高粱为主料，原料粉碎、蒸煮糊化、冷却后拌醅、入泥池窖、低温缓慢多轮发酵、中途回沙、慢火蒸馏，分等储存、精心勾兑等入选省级非物质文化遗产的传统老五甑酿造工艺酿成的浓香型白酒。